# Chính ủy Tập đoàn quân bậc 1
Chính ủy Tập đoàn quân bậc 1 (tiếng Nga: Армейский комиссар 1-го ранга) là cấp bậc quân sự cao nhất của sĩ quan chính trị trong Hồng quân và Hải quân Liên Xô. Được thành lập vào ngày 22 tháng 9 năm 1935, cấp bậc này được xem là tương đương với cấp bậc Tư lệnh Tập đoàn quân bậc 1 trong Hồng quân và Chỉ huy Hạm đội bậc 1 trong Hải quân. Cấp bậc này, cùng với cấp bậc thấp hơn là Chính ủy Tập đoàn quân bậc 2, trên thực tế, bị bãi bỏ từ ngày 7 tháng 5 năm 1940, khi hệ thống quân hàm tướng lĩnh và đô đốc được áp dụng. Tuy nhiên, hệ thống cấp bậc sĩ quan chính trị, từ cấp Chính ủy Quân đoàn trở xuống, vẫn tiếp tục được áp dụng cho đến cuối năm 1942 mới được đồng hóa hoàn toàn theo hệ thống quân hàm mới.

## Lịch sử
Cấp bậc này được thành lập theo Nghị định của Ủy ban Chấp hành Trung ương Liên Xô và Hội đồng Dân ủy Liên Xô từ ngày 22 tháng 9 năm 1935 "Về việc thành lập các cấp bậc quân sự cá nhân của các sĩ quan chỉ huy trong Hồng quân. Đến tháng 11 năm 1942, các cấp bậc quân sự đặc biệt đã bị bãi bỏ, và các sĩ quan chính trị được đồng hóa sang bậc quân hàm tương ứng, thường là từ cấp Trung tướng đến Thượng tướng.
Xếp hạng tương đương
| Ngạch quân sự | Cấp bậc                        |
| ------------- | ------------------------------ |
| Hồng quân     | Tư lệnh Tập đoàn quân bậc 1    |
| An ninh       | Ủy viên An ninh nhà nước bậc 1 |
| Hải quân      | Chỉ huy Hạm đội bậc 1          |

## Cấp hiệu
Cấp hiệu của Chính ủy Tập đoàn quân bậc 1 trong lục quân, hàng không và hải quân đều giống nhau, tương tự cấp hiệu Tư lệnh Tập đoàn quân bậc 1 - chỉ khác nhau ở các viền của các tab cổ áo là màu đen thay vì màu vàng của ngạch sĩ quan chỉ huy, giống như các cấp hiệu còn lại của sĩ quan chính trị. Cấp hiệu của Chính ủy Tập đoàn quân bậc 1 gồm có bốn hình thoi và một ngôi sao.

## Lịch sử phong cấp
| STT | Tên họ                | Hình ảnh | Thời gian sống | Thời điểm thụ phong | Chức vụ khi thụ phong                                                            | Ghi chú                                                                                |
| --- | --------------------- | -------- | -------------- | ------------------- | -------------------------------------------------------------------------------- | -------------------------------------------------------------------------------------- |
| 1   | Yan Gamarnik          |          | 1894-1937      | 20 tháng 11, 1935   | Phó ủy viên nhân dân thứ nhất Quốc phòng, Chủ nhiệm Tổng cục Chính trị Hồng quân | Tự sát ngày 31 tháng 5 năm 1937.                                                       |
| 2   | Pyotr Smirnov         |          | 1897-1939      | 30 tháng 12, 1937   | Ủy viên nhân dân Hải quân Liên Xô                                                | Bị xử bắn ngày 22 tháng 2 năm 1939                                                     |
| 3   | Lev Mekhlis           |          | 1889-1953      | 8 tháng 2, 1939     | Phó ủy viên nhân dân Quốc phòng, Chủ nhiệm Tổng cục Chính trị Hồng quân          | Bị giáng 2 cấp năm 1942. Được chuyển cấp Trung tướng năm 1942, thăng Thượng tướng 1944 |
| 4   | Yefim Shchadenko      |          | 1885-1951      | 8 tháng 2, 1939     | Phó ủy viên nhân dân Quốc phòng                                                  | Được chuyển cấp Thượng tướng năm 1942                                                  |
| 5   | Aleksandr Zaporozhets |          | 1899-1959      | 22 tháng 2, 1941    | Phó ủy viên nhân dân Quốc phòng                                                  | Bị giáng 2 cấp năm 1942. Được chuyển cấp Trung tướng năm 1942                          |